# Jean Boudet
Jean Boudet (9. února 1769, Bordeaux – 14. září 1809, Moravské Budějovice) byl francouzský divizní generál z období francouzských revolučních a napoleonských válek. Mezi tažení, kterých se účastnil, patří výprava na Saint-Domingue. Dne 2. června 1809 byl jmenován velkodůstojníkem Čestné legie, rytířem Řádu železné koruny a v roce 1808 také hrabětem. Jeho jméno je vyryto v 16. sloupci na východním pilíři Vítězného oblouku v Paříži.

## Biografie

### Do roku 1801
Boudet zahájil vojenskou kariéru jako poručík legie v Maillebois a v roce 1785 se stal dragounem v régimentu Penthièvre. Později, při vzniku Národní gardy, vstoupil v roce 1792 jako poručík do praporu dobrovolníků v Gironde. V roce 1793 získal vyznamenání za statečnost v bojích u Château-Pignon a jako kapitán asistoval při obléhání Toulonu, v roce 1794 pak bojoval při povstání ve Vendée.
Dne 21. dubna 1794 se vydal z ostrova Ré na Guadeloupe (tehdy obsazený Brity) v hodnosti podplukovníka po boku Victora Huguese. Vylodil se u Pointe des Salines a dobyl pevnost Fleur d'épée a město Pointe-à-Pitre, silně bráněné Brity. Dne 18. června 1794 byl jmenován chef de brigade a 14. prosince 1795 pak brigádním generálem a vrchním velitelem všech pozemních sil na Guadeloupe. Dne 28. prosince 1794 se v Pointe-à-Pitre oženil s Marií Josephou Elisabeth Augustine Darboussier. Dlouhou řadou bojových akcí dokončil dobytí ostrova a francouzské direktorium (prostřednictvím Victora Huguese a Le Base) jej povýšilo do hodnosti divizního generála. Boudet vedl několik dragounů, aby v prosinci 1797 potrestal vzpouru u Le Lamentina, a poté, co po dvou letech zajistil bezpečnost ostrova, se v dubnu 1799 vrátil do Francie, aby se pod velením generála Bruna zúčastnil nizozemského tažení. Po Brumairovém převratu se připojil k záložní armádě, které velel Berthier a která byla připravována do Itálie. Velel předvoji v druhém italském tažení Napoleona Bonaparteho a v čele své divize se vyznamenal, zejména u Lodi a Marenga, přičemž u Marenga byl zraněn.

### Saint Domingue
Právě v době, kdy se v Londýně podepisovaly mírové dohody s Brity (1. října 1801), byl díky svým koloniálním zkušenostem vybrán do připravované výpravy na Saint-Domingue (stejně jako další velitelé této výpravy, například Edme Étienne Borne Desfourneaux a Donatien-Marie-Joseph de Rochambeau). Dne 8. října byl pověřen velením jednotek shromážděných v Rochefortu, které měly tvořit jádro divize na Saint-Domingue. Z Brestu odjel 11. prosince 1801 a 5. února 1802 se vylodil v Port-au-Prince, kde se choval stejně k černošským, bělošským i kreolským obyvatelům, a byl proto velmi dobře přijímán. Boudet, který operoval izolovaně od zbytku jednotek vrchního velitele Charlese Leclerca, snadno dobyl Leogane (11. února) a poté se vydal k Saint-Marc (25. února) a k pevnosti v Crête-à-Pierrot. Na pevnost zaútočil 11. března, přičemž byl raněn střepinou do paty a musel se vzdát velení divize ve prospěch velitele Rochambeaua.
V této době prozatímní vláda Magloire Pélageho, která chtěla dokázat věrnost vládě kontinentální Francie, požadovala, aby jí velitel Leclerc poslal Boudeta, který by převzal velení nad ostrovem, dokud vláda v Paříži oficiálně nepošle nového guvernéra. Boudet byl od svého předchozího působení na Guadeloupu obyvateli stále oblíben, a tak 21. dubna 1802 odjel ze Saint-Domingue na Guadeloupe, ale bohužel výprava generála Antoina Richepanse dorazila na ostrov dříve než výprava Boudeta (6. května) a Richepanseho armáda ihned podnítila vzpouru Louise Delgrèse a jeho společníků. Boudet dorazil na ostrov 28. května, ale jeho přítomnost na ostrově se ukázala zbytečná a on se vrátil na Saint-Domingue, kde byl v září postaven do čela severní divize, než ho Leclerc 28. září poslal zpět do Francie, aby Bonaparteho informoval o dramatické situaci.

### Evropa
Generál Boudet byl přivítán zpět ve Francii jako hrdina a stal se velitelem 1. pěší divize ve sboru generála Clauda-Victora Perrina (26. října 1803) v severním Nizozemsku. Poté přešel ke sboru pod velením generála Augusta Frédérica Louise Viesse de Marmont v táboře v Utrechtu (5. února 1804). Pod Marmontovým vedením se zúčastnil tažení v roce 1805 a v roce 1806 byl poslán do Armée d'Italie. V roce 1807 byl v Německu a zúčastnil se obléhání Colbertu pod Muratovým velením a po Tylžském míru dobyl Stralsund. Za jeho služby jej Napoleon v roce 1808 jmenoval říšským hrabětem a daroval mu pozemky s výnosem 30 000 franků ve švédském Pomořansku. Převzal posádkové povinnosti v hanzovních městech a během rakouského tažení v roce 1809 stál v první linii v čele 4. divize 4. armádního sboru, které velel maršál André Masséna. Generál Boudet se podílel na dobytí Vídně a poté se vyznamenal při urputné obraně vesnice Essling (21.-22. května 1809), kdy přestavěl sýpku v nedobytný bunkr. Zemřel v Moravských Budějovicích snad na následky dny.

## Ocenění

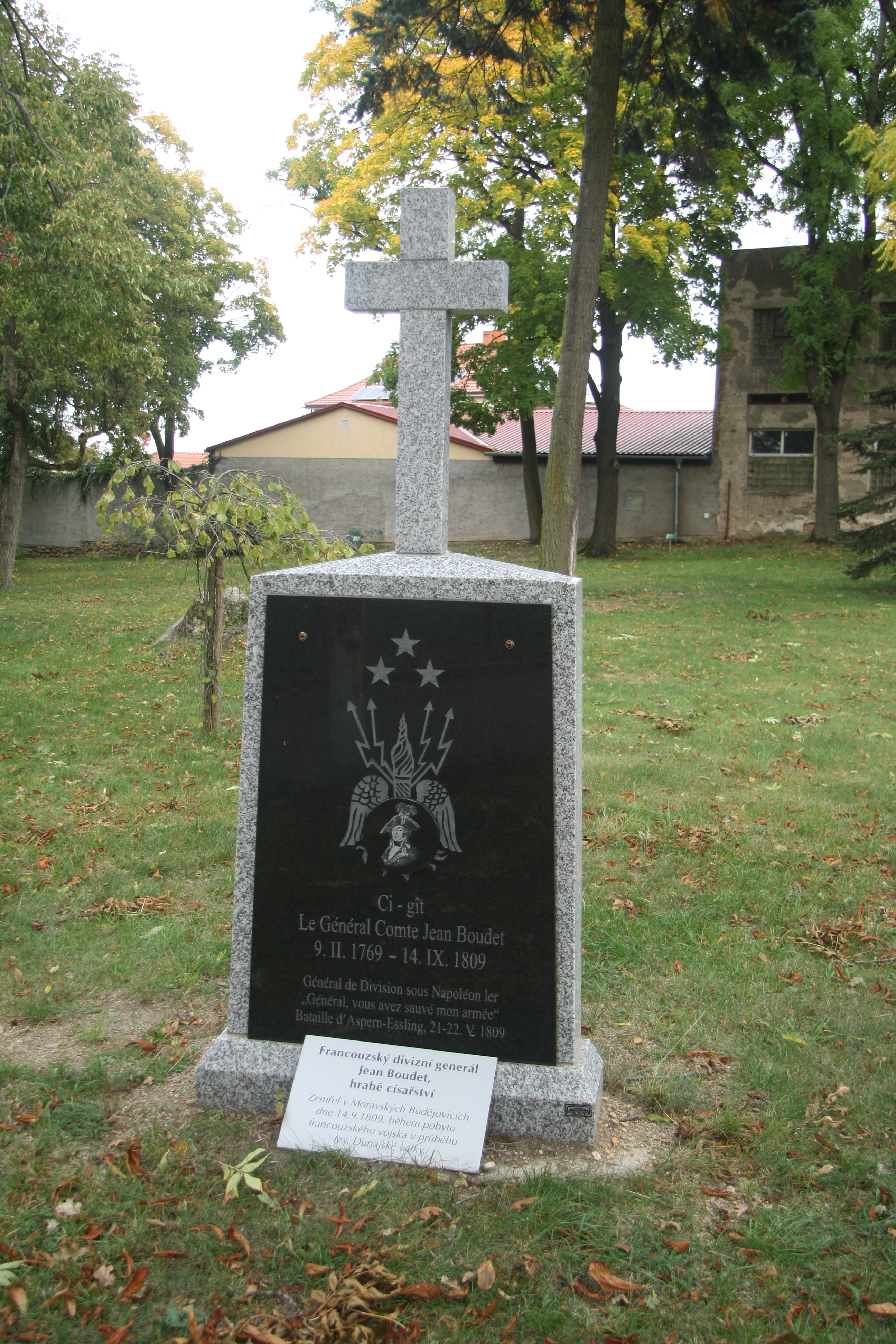
Pomník u gymnázia v Moravských Budějovicích

V roce 2018 bylo oznámeno, že na dvoře gymnázia v Moravských Budějovicích by měl být odhalen pomník generála Boudeta. Ten byl v říjnu roku 2018 odhalen tam, kde stál v minulosti pomník generála Boudeta.